# Eddie Piller

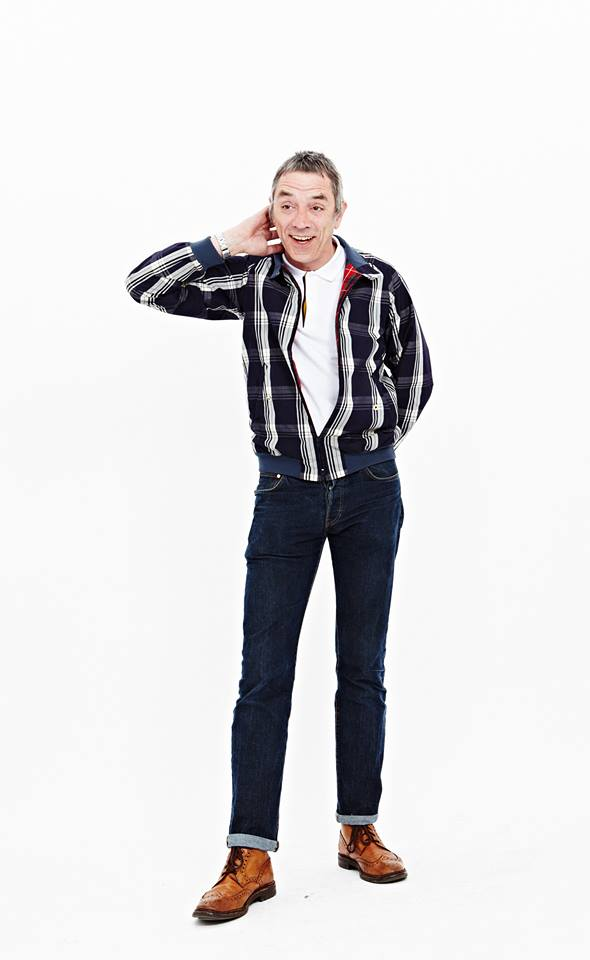
Eddie Piller

Eddie Piller (* 1962) ist ein britischer DJ, Radioshow-Moderator sowie Mitbegründer und Geschäftsführer von Acid Jazz Records.

## Leben
Piller wurde 1962 geboren und wuchs in Essex auf. Sein Vater leitete eine Buchmacherfirma und seine Mutter leitete in ihren frühen Jahren den Fanclub der britischen Rockband Small Faces. Als Teenager in den 1970er Jahren interessierte sich Piller für die Punkszene und war ein Fan der Buzzcocks, bevor er dem Mod-Revival der späten 1970er und frühen 1980er Jahre folgte. Er selbst schreibt Bands wie The Chords, The Jam und Secret Affair zu, seine Liebe zum Mod-Thema entfacht zu haben und ihn indirekt zum Beginn seiner Musikkarriere führten.
In den frühen 1980er Jahren begann Piller mit großem Erfolg bei Mod-Club-Nächten aufzulegen und beschloss, sein erstes Plattenlabel im Alter von nur 21 Jahren zu gründen, und veröffentlichte ein paar Jahre zuvor eine Single der R&B-Band Fast Eddie. 1979 hatte er bereits zusammen mit Terry Rawlings das beliebte Mod-Revival-Fanzine Extraordinary Sensations ins Leben gerufen. Anfang der 1980er Jahre betrieb er auf dem Londoner Kensington Market mit Marvel's Records Second-Hand-Schallplattenhandel. 1983 trat er im Video „A Solid Bond in Your Heart“ von The Style Council auf. 1985 wurde Piller von Stiff Records als Labelmanager und A&R-Mann für das Label Countdown Records entdeckt, wo er der Underground-Mod-Szene durch die Verpflichtung von Bands wie The Prisoners und Makin’ Time und durch die Veröffentlichung des Mod-Revival-Compilation-Albums 5-4-3-2-1 Go! neuen Schwung verlieh. Er arbeitete nicht nur für Stiff Records, sondern gründete auch ein weiteres Label namens Re-Elect The President, das die Karrieren des James Taylor Quartet und der Jazz Renegades (einer Band mit The-Style-Council-Schlagzeuger Steve White) ins Rollen brachte.

### Acid Jazz Records
1987 gründete er zusammen mit seinem DJ-Kollegen Gilles Peterson das Plattenlabel Acid Jazz Records. Daraus entstand bald Großbritanniens neueste Musikbewegung, die Acid-Jazz-Szene, zu der Bands wie das James Taylor Quartet, Corduroy, Brand New Heavies, Mother Earth, Galliano und Jamiroquai gehörten. Die meisten nahm Piller nach Petersons Ausstieg aus der Firma im Jahr 1992 unter Vertrag. Piller war nicht nur Manager der Bands, sondern auch an einigen Produktionen wie beispielsweise dem Album The People Tree von Mother Earth beteiligt.
Mit Stand 2022 stehen folgende Künstler bei Acid Jazz Records unter Vertrag:
- Corduroy
- Disco Freaks
- Eddie Piller
- Graham Dee
- Laville
- Leroy Hutson
- Matt Berry
- Men of North Country
- New Street Adventure
- Night Trains
- Nimbus Sextet

### The Blue Note
Mitte der 1990er Jahre kaufte Piller einen verfallenen Jazzclub, den er in einen Nachtclub namens Blue Note umbaute. Während der Club ursprünglich das Ziel hatte, die Musik des Plattenlabels zu promoten, baute er bald einen großen Ruf auf, war sieben Nächte in der Woche geöffnet und veranstaltete verschiedene Clubabende, darunter den des Metaheadz-Labelgründers Goldie. Der Club wurde geschlossen, als ihm von der Regierung die Lizenz entzogen wurde.

### Radio
Piller hatte im Laufe der Jahre auch eine Reihe von Radiosendungen auf Sendern wie Jazz FM, BBC Radio 2 und Q Radio. Zwischen 2014 und 2018 moderierte er Eddie Pillers Eclectic Soul Show, die donnerstagnachmittags auf dem Internetsender Soho Radio ausgestrahlt wurde. Heute läuft diese Sendung bei dem von Acid Jazz Records gegründeten Online-Radiosender Totally Wired Radio.
Piller ist aufgrund seiner vielen Live-Auftritte als DJ weiterhin einflussreich in der Musikszene. Er ist Stammgast bei den meisten britischen Festivals und tritt normalerweise auf dem Isle of Wight Festival und Bestival sowie dem deutschen Soulmusik-Festival Baltic Soul Weekender auf und veranstaltet regelmäßig eine Soul-Themen-Clubnacht namens Soul Box bei Old Street Records.
Ende 2010 begann Piller, einen regelmäßigen Podcast namens The Modcast zu betreiben. Der monatliche Podcast wurde gemeinsam mit Dean Rudland, A&R-Mann von Acid Jazz Records, moderiert und bietet Diskussionen über „alles rund um Mod und darüber hinaus“, einschließlich des Einflusses der Mod-Subkultur auf Mode, Fernsehen und Sport, mit Gästen wie den Musikern Steve Cradock, P.P. Arnold und Rhoda Dakar, dem Schauspieler Martin Freeman und dem olympischen Medaillengewinner Bradley Wiggins.

### Journalistische Tätigkeiten
Im Laufe seiner Karriere hat Piller als beratender Autor für Dokumentarfilme über Jugendkultur, Mod-Subkultur, Soulmusik und den Film Quadrophenia gearbeitet. Im Jahr 2018 war Piller Co-Autor von Mod Zines, einem Buch über Mod-Fanzines der späten 1970er und frühen 1980er Jahre.

## Diskografie

### Compilations
- Jazz On The Corner (mit Martin Freeman) (2018)
- Soul On The Corner (mit Martin Freeman) (2019)
- Jazz On The Corner Two (mit Martin Freeman) (2020)
- The Mod Revival (2020)
- Eddie Piller Presents: British Mod Sounds Of The 1960s (2022)
- Acid Jazz (Not Jazz) (mit Dean Rudland) (2022)
- Eddie Piller Presents: British Mod Sounds Volume 2 (The Freakbeat & Psych Years) (2023)
- Acid Jazz (Not Jazz) (Street Soul Edition) (mit Dean Rudland) (2023)
- Acid Jazz (Not Jazz) (We've Got A Funky Beat) (mit Dean Rudland) (2024)